# 鱷萊特
鱷萊特時尚有限公司，簡稱鱷萊特時尚，以及鱷萊特（英語：Eratat Lifestyle Limited，SGX：FO8），在1983年由林土秋創立，現時由兒子林建程為主席。前身為「中國鱷萊特運動時裝有限公司」。
現時主要業務在中国生产时尚鞋子及服饰。該總部位於福建省晋江市。而股份在2008年4月17日於新加坡交易所主板上市，招股價為0.3坡元，發售股份為163,000,000股，48,900,000坡元。

## 連結
- EratatGroup.com （页面存档备份，存于）